# 2004 v dopravě
Tento článek obsahuje seznam událostí souvisejících s dopravou, které proběhly roku 2004.

## Leden
- 1. ledna

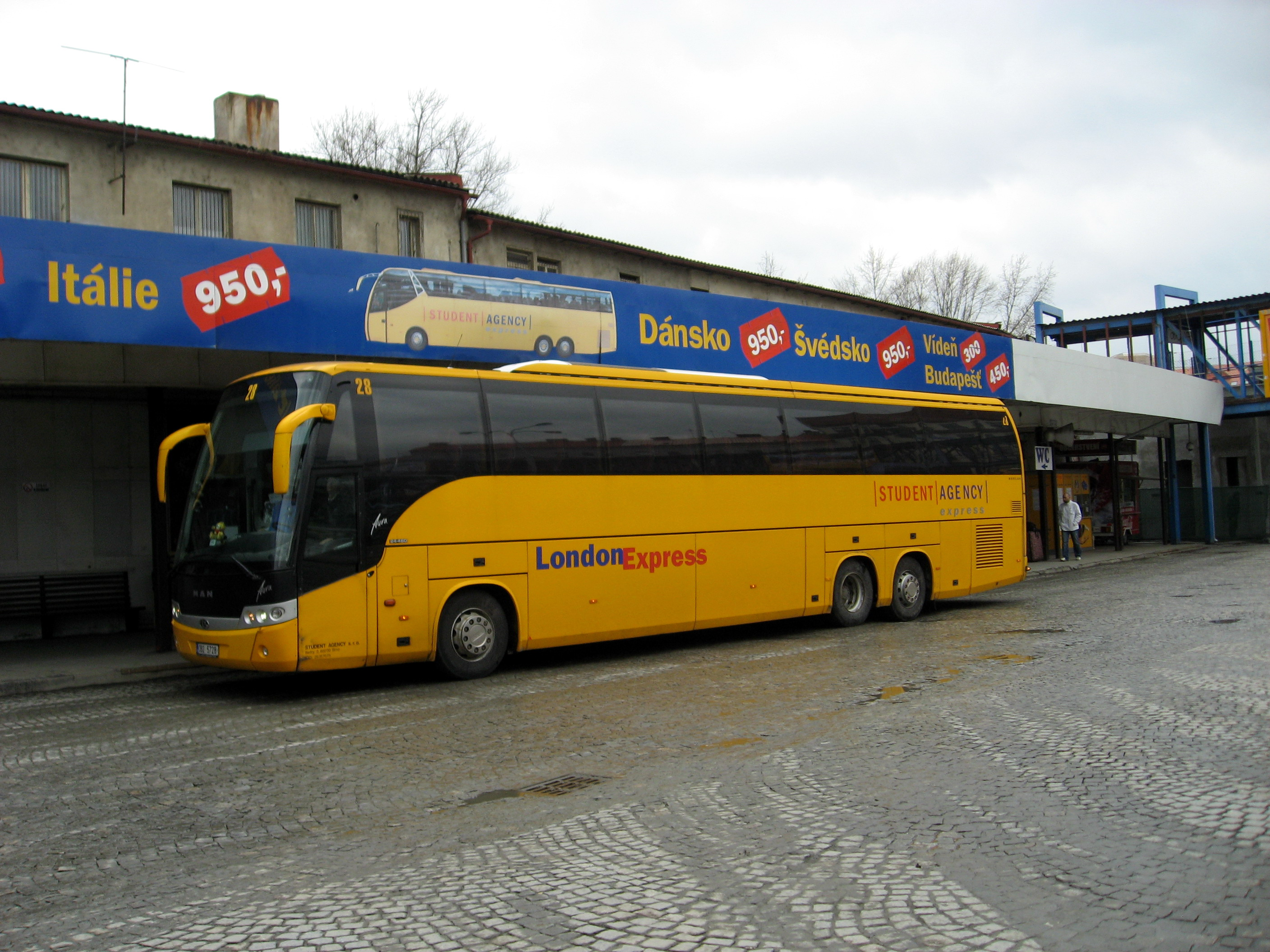
Autobus společnosti Student Agency

 Činnost zahájil Integrovaný dopravní systém Jihomoravského kraje.
- 5. ledna

 Soukromý autobusový dopravce Student Agency vstoupil na český autobusový trh, začal provozovat dálkovou linku Praha – Brno.
- 15. ledna

 Byla zahájena elektrizace trati Kadaň – Karlovy Vary.
- 29. ledna

 V Ostravě byla představena tramvaj Tatra T3R.EV s nízkopodlažním vlečným vozem VV60LF.
- 31. ledna

  ČKD Vagonka Ostrava dokončila výrobu prototypu motorového vozu řady Dm12 pro finské železnice VR.

## Únor
- 3. února

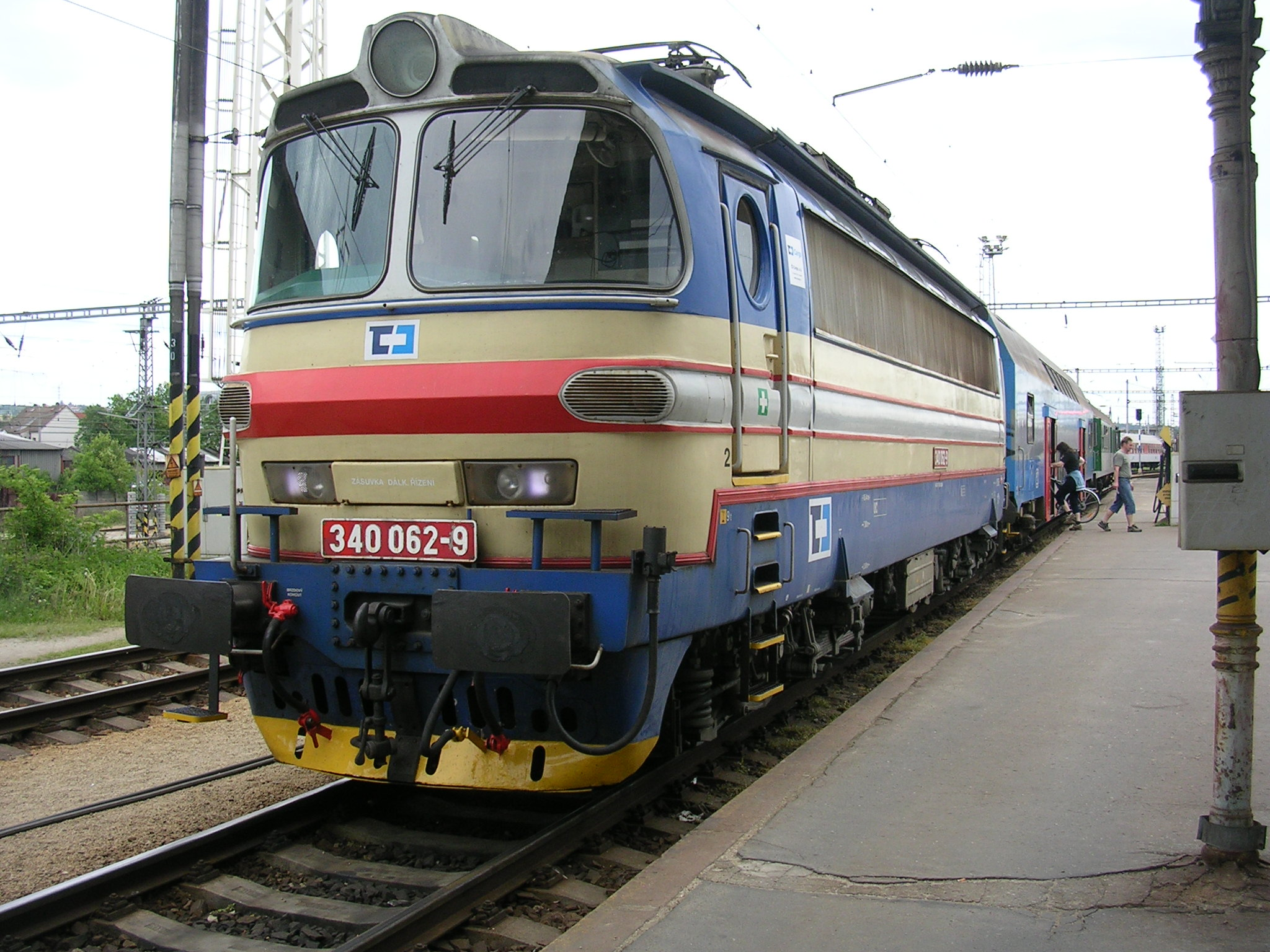
Lokomotiva řady 340

  Mezi terminály Cargo Center Graz v Kalsdorfu a Duisburg Intermodal Terminal v Duisburgu-Rheinhausenu bylo zahájeno přímé spojení kontejnerovými vlaky. Dopravcem vlaku v Rakousku je LTE Logistik und Transport, v Německu pak Rail4chem.
- 16. února

 Na zkušebním okruhu u Velimi byly zahájeny zkoušky první lokomotivy řady 340 Českých drah.

## Duben
- 14. dubna

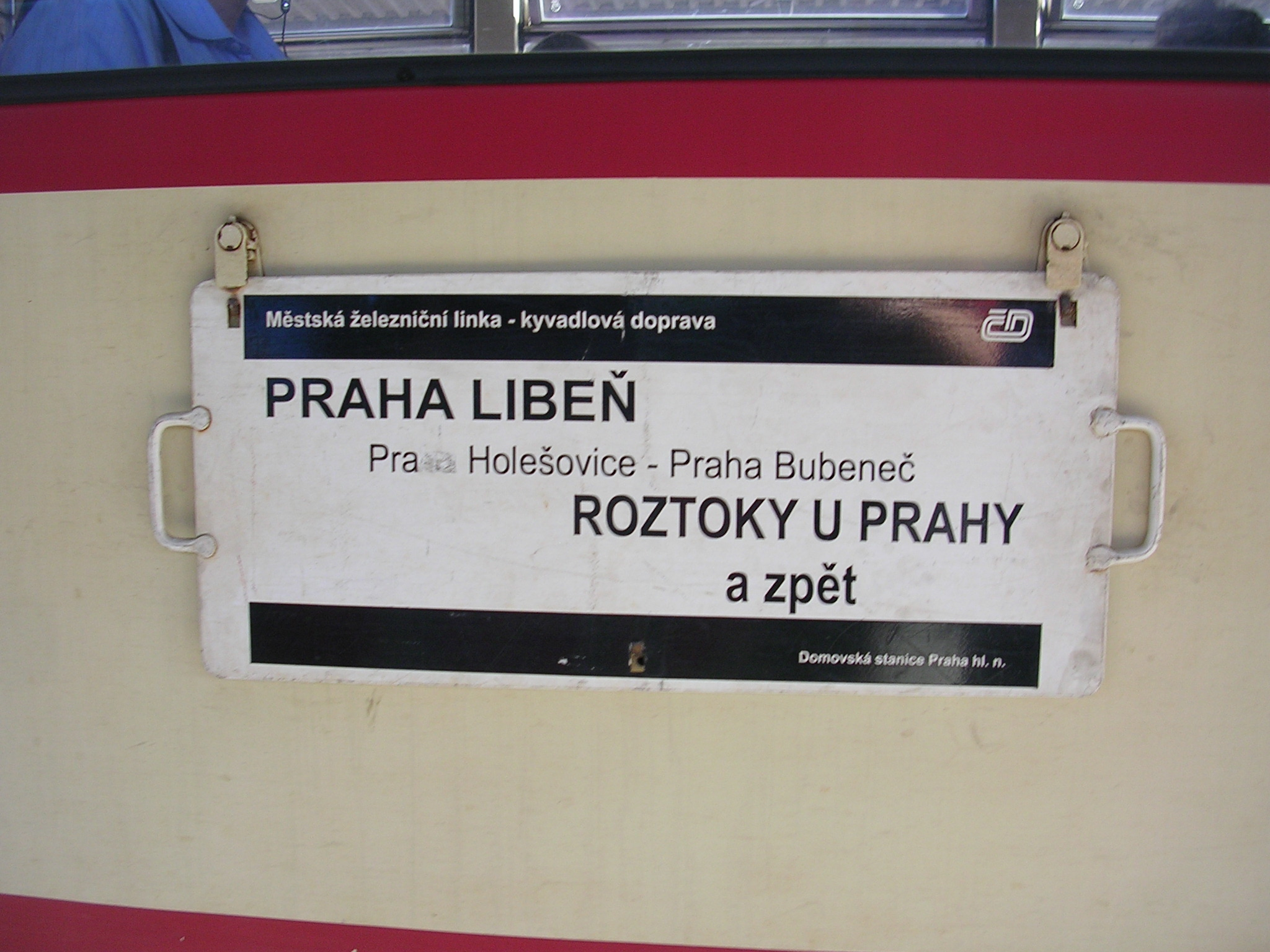
V roce 2004 v pražské aglomeraci vyjela městská linka

 Byl ukončen elektrický provoz s použitím napájecí soustavy 1,5 kV DC na trati Vyšší Brod – Lipno nad Vltavou.
- 19. dubna

 České dráhy zahájily provoz městské železniční linky Roztoky u Prahy – Praha-Libeň.
- 26. dubna

 Byla zahájena optimalizace trati Zábřeh na Moravě – Krasíkov, včetně přestavby uzlu Zábřeh na Moravě. Stavba je součástí modernizace III. železničního koridoru.

## Květen
- 1. května

 Dopravní podnik Ostrava zahájil jako první provozovatel tramvají v ČR provoz tzv. cyklotramvaje, tedy tramvajové linky určené pro přepravu cyklistů s jízdními koly.

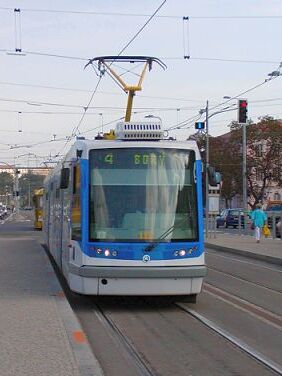
Prototyp tramvaje Škoda 05T

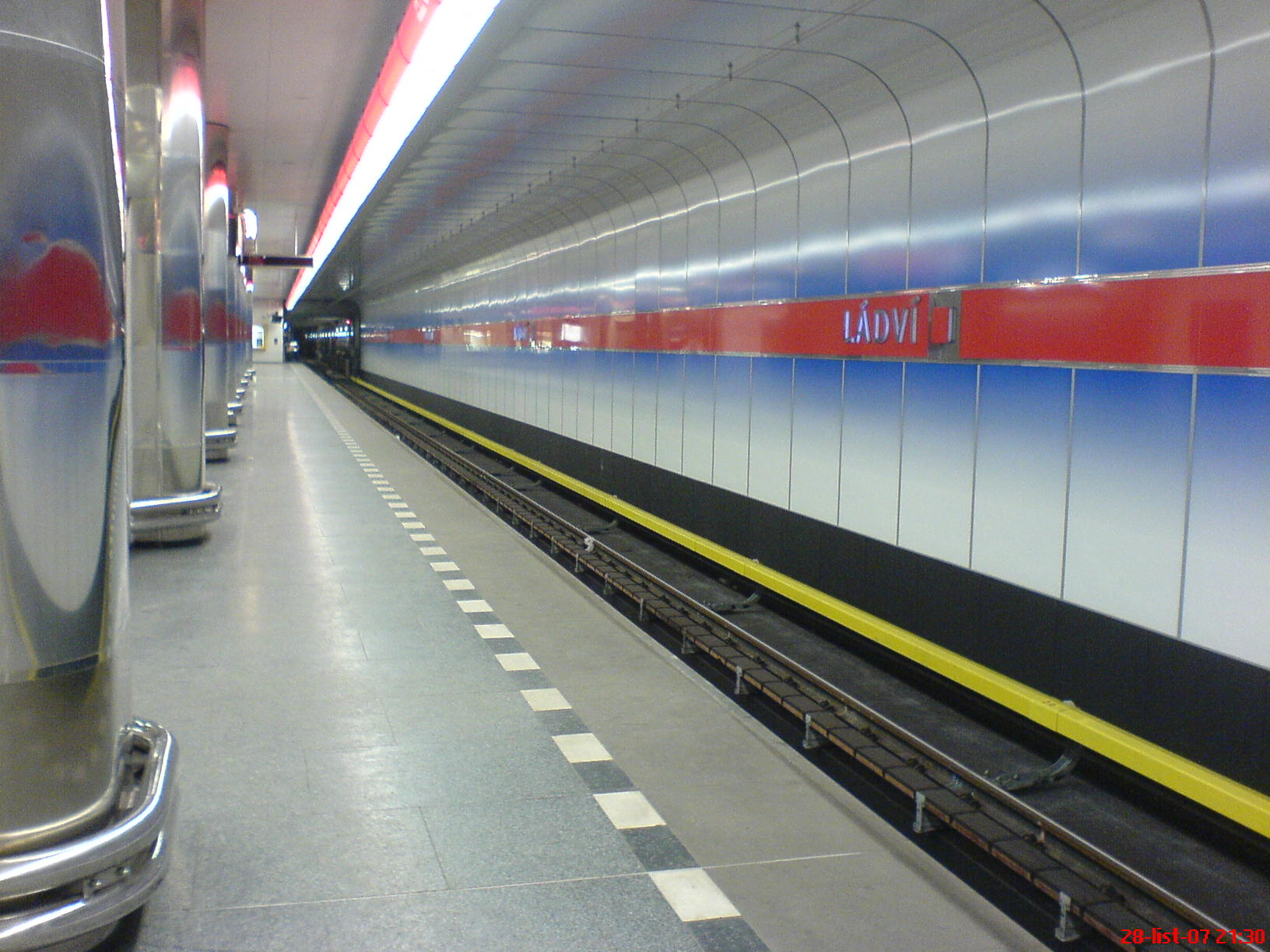
Nová stanice metra Ládví

## Červen
- 25. června

 Tramvaj Škoda 05T „Vektra“ zahájila zkušební provoz s cestujícími v Plzni.
- 26. června

 Trasa C pražského metra se rozšířila o úsek IV.C1 z Nádraží Holešovice přes Kobylisy do Ládví.

## Září
- 18. září

 V krymském městě Kerč byla zprovozněna síť trolejbusové dopravy, jedna z nejmladších na světě. Projektována byla již od 70. let 20. století, avšak hospodářské problémy po rozpadu SSSR její stavbu značně zpozdily.

## Listopad
- 7. listopadu

 Mezi Prahou a Plzní začaly jezdit autobusy společnosti Student Agency.
- 18. listopadu

 Elektrická jednotka 680 vytvořila nový český železniční rychlostní rekord: při jízdě z Hrušovan u Brna do Břeclavi dosáhla nedaleko stanice Zaječí rychlosti 237,04 km/h.

## Prosinec
- 11. prosince

  Pravidelná osobní doprava na železničních tratích Kyjov–Mutěnice a Hodonín–Holíč byla zastavena.
- 12. prosince

 V platnost vstoupil nový jízdní řád veřejné dopravy.
- 19. prosince

 V brněnské Líšni byl zprovozněn nový úsek tramvajové sítě mezi stanicemi Jírova a Mifkova.